# ووسکرسنوفکا (سرزمین آلتای)
ووسکرسنوفکا (به لاتین: Voskresenovka) یک منطقهٔ مسکونی در روسیه است که در سرزمین آلتای واقع شده‌است.